# Gyri breves insulae
De gyri breves insulae zijn hersenwindingen van het eiland van Reil van de grote hersenen. Deze hersenwindingen liggen voor de sulcus centralis insulae en worden zo gescheiden van de gyrus longus insulae.
Als synoniem wordt ook gyri operti gebruikt. Dit begrip wordt echter ook in de algemene betekenis van gyri ínsulae (dus inclusief de gyrus longus insulae) gehanteerd.